# Ryan Donaldson
Ryan Mark Donaldson (* 1. Mai 1991 in Newcastle upon Tyne) ist ein englischer Fußballspieler, der vorwiegend im Mittelfeld zum Einsatz kommt. Bis 2012 stand er bei Newcastle United unter Vertrag, wo er seit seinem zehnten Lebensjahr spielte.

## Karriere

### Verein
Bei der Teilnahme am FA Youth Cup 2009 war Donaldson Kapitän seiner Mannschaft, in der fünften Runde scheiterten sie aber an Manchester City.
Bis 2011 wurde er überwiegend in der Reservemannschaft von Newcastle United im offensiven Mittelfeld eingesetzt. Im Januar 2011 wurde er bis zum Saisonende an Hartlepool United in die Football League One verliehen, im selben Jahr auch an die Tranmere Rovers, allerdings nur von September bis Oktober.

### Nationalmannschaft
Zwischen 2007 und 2008 absolvierte Donaldson fünfzehn Spiele für die U-17-Nationalmannschaft Englands. Von 2009 bis 2010 spielte er zehn Partien für Englands U-19-Nationalmannschaft. In diesem Zeitraum konnte er ein Tor erzielen.